# Leptophloeus alternans
Leptophloeus alternans is een keversoort uit de familie dwergschorskevers (Laemophloeidae). De wetenschappelijke naam van de soort werd in 1845 gepubliceerd door Wilhelm Ferdinand Erichson.